# Département d'Ould Yengé
Le département d'Ould Yengé est l'un des quatre départements, appelés officiellement moughataas, de la région de Guidimakha, dans le sud de la Mauritanie. Ould Yengé en est le chef-lieu. 

## Géographie
Le département s'étend sur 3 550 km2 et est délimité au nord par les départements de M'Bout et de Kiffa, à l'est par le département de Kankossa et par la rivière Karakoro, qui fait la frontière avec le Mali, à l'ouest par le département de Sélibabi.
C'est la moughataa le mieux arrosée du pays enregistrant parfois plus de 600 mm/an, ce qui en fait l'une des principales zones agro-pastorales de la Mauritanie, entretenant d’importants échanges avec le voisin Malien. Son relief se distingue par le volume des affluents, le nombre des oueds, le niveau des montagnes et la diversité de sa faune et de sa flore.
Le département se distingue également par la multiplicité de ses sites touristiques: ses centres urbains authentiques (N'Jew), et la beauté de sa nature (le Karakoro, Lemssila, Tektaka, N'Doumeily, Takhada, Laweinatt, Lekleybiya ...).

## Démographie
En 2000, l'ensemble de la population du département d'Ould Yengé regroupe un total de 49 396 habitants.
Lors du recensement de 2013, le nombre d'habitants dans le département est de 68 341.

## Liste des communes
Le département d'Ould Yengé est constitué de sept communes :
- Bouanzé
- Boully
- Dafort
- Lahraj
- Leaweinat
- Ould Yengé
- Tektake

## Liste des arrondissements
Jusqu'à 2018, il n'y avait pas d'arrondissement dans ce département. Celui de Lahraj a été créé lors du redécoupage administratif de 2018. Ce redécoupage a d'ailleurs été largement critiqué.
Le département d'Ould Yengé est donc composé d'un arrondissement et de quatre communes non rattachées à un arrondissement :
- Arrondissement de Lahraj composé de trois communes :
  - Bouanzé, Dafort, Lahraj
- Quatre communes non rattachées à un arrondissement :
  - Boully, Leaweinat, Ould Yengé, Tektake